# Pav Gill
Pav Gill ist ein singapurischer Anwalt, der als Whistleblower den Wirecard-Skandal aufdeckte, der als das größte Wirtschaftsverbrechen der deutschen Nachkriegsgeschichte gilt. Gill war der ehemalige Chef-Justitiar von Wirecard Asien mit Sitz in Singapur.

## Leben
Gill wurde in Singapur als einziges Kind einer alleinerziehenden Sikh-Einwanderin der ersten Generation geboren. Er besuchte die Victoria School und machte 2008 seinen Abschluss in Jura an der National University of Singapore. Im September 2017 wurde er von Wirecard als erster interner Leiter der Rechtsabteilung für den asiatisch-pazifischen Raum eingestellt, der 11 Märkte in der Region abdeckt.

## Whistleblowing-Plattform Confide
Im September 2023 gründete Gill die Whistleblowing-Plattform Confide, die das Aufdecken und Melden von Fehlverhalten in Unternehmen erleichtern soll.

## Auszeichnungen
Gill wurde mit dem ACFE Cliff Robertson Sentinel Award und dem Blueprint for Free Speech Special Recognition Award für Integrität und Tapferkeit im öffentlichen Interesse ausgezeichnet.

## Film
Gill ist die zentrale Figur der 90-minütigen Wirecard-Dokumentation Wirecard – die Milliarden-Lüge der Münchner Produzentin Gabriela Sperl.